# Manuel Martin
Manuel Martin (Bristol, 29 dicembre 1917 – Fall River, 5 settembre 1997) è stato un calciatore statunitense, di ruolo difensore.

## Carriera

### Club
Ha sempre giocato nel campionato statunitense.

### Nazionale
Ha partecipato alle Olimpiadi del 1948.